# Wóz automatyzacji dowodzenia OPL WD-2001
Wóz automatyzacji dowodzenia OPL WD-2001 – mobilne stanowisko dowodzenia baterią przeciwlotniczą (system Rega-1). Zbudowany na podwoziu samochodu Honker.

## Charakterystyka
System Rega-1 pozwala na dowodzenie baterią złożoną z: 9K33 Osa, 2K12 Kub, ZU-23-2, ZSU-23-4 lub ZUR-23-2SP Jodek. Ponadto przystosowany jest do współpracy z systemami Łowcza, NUR-22 i NUR-21.
System „Rega” umożliwia:
- przyjmowanie i zobrazowanie danych o sytuacji powietrznej oraz zadań do zwalczania celów powietrznych,
- rozdział celów  do zwalczania przez podległe środki ogniowe,
- realizację systemu meldunkowego i przekazywanie zadań bojowych,
- przyjmowanie i przekazywanie sytuacji taktycznej.